# Zeynep Alkan
Zeynep Alkan (* 26. Mai 1998 in Istanbul) ist eine türkische Schauspielerin.

## Leben und Karriere
Zeynep Alkan wuchs in Istanbul auf. Ihre Eltern sind die Schauspieler Hamdi Alkan und Canan Hoşgör. Sie studierte an der Bahçeşehir Üniversitesi. Ihr Debüt gab sie 2003 in der Fernsehserie En İyi Arkadaşım. Von 2008 bis 2011 war sie in Arka Sıradakiler zu sehen. Zwischen 2016 und 2017 wurde sie für die Serie Hayat Bazen Tatlıdır gecastet.
Anschließend spielte sie 2018 in dem Film Hedefim Sensin mit. Unter anderem trat Alkan 2019 in Kırk Yalan auf. Danach setzte sie 2021 ihre Karriere in Artı fort. 2023 nahm sie an der Sendung Survivor Türkiye teil.

## Filmografie
Filme
- 2018: Hedefim Sensin
- 2019: Kırk Yalan

Serien
- 2003: En İyi Arkadaşım
- 2008–2011: Arka Sıradakiler
- 2016–2017: Hayat Bazen Tatlıdır
- 2021: Artı

Sendungen
- 2023: Survivor 2023